# Septentrinna retusa
Septentrinna retusa is een spinnensoort uit de familie van de loopspinnen (Corinnidae).
De wetenschappelijke naam van de soort werd in 1899 als Corinna retusa gepubliceerd door Frederick Octavius Pickard-Cambridge.